# 998
| [ Edytuj tabelę ]              |                                                   |
| Książę Polski                  | - 992 Bolesław I Chrobry 1025                     |
| Król Anglii                    | - 978 Ethelred II Bezradny 1016                   |
| Hrabia Aragonii i król Nawarry | - 994 García II 1000                              |
| Hrabia Barcelony               | - 992 Rajmund Borrell 1017                        |
| Książę Bawarii                 | - 995 Henryk IV 1005                              |
| Książę Burgundii               | - 965 Odo-Henryk 1002                             |
| Cesarz Bizancjum               | - 976 Bazyli II Bułgarobójca 1025                 |
| Car Bułgarii                   | - 976 Samuel Komitopul 1014                       |
| Cesarz Chin                    | - 997 Song Zhenzong 1022                          |
| Książę Czech                   | - 972 Bolesław II Pobożny 999                     |
| Król Danii                     | - 987 Swen Widłobrody 1014                        |
| Władca Egiptu                  | - 996 Al-Hakim 1021                               |
| Król Francji                   | - 996 Robert II Pobożny 1031                      |
| Król Gruzji                    | - 961 Dawid III 1001                              |
| Hrabia Holandii                | - 993 Dirk III 1039                               |
| Cesarz Japonii                 | - 986 Ichijō 1011                                 |
| Kalif                          | - 991 Al-Qadir 1031                               |
| Hrabia Kastylii                | - 995 Sancho I Garcia 1017                        |
| Król Khmerów                   | - 968 Dżajawarman V 1001                          |
| Wielki książę Kijowa           | - 978 Włodzimierz I Wielki 1015                   |
| Patriarcha Konstantynopola     | - 996 Syzyniusz II 998                            |
| Władca Korei                   | - 997 Mokjong 1009                                |
| Król Leónu                     | - 984 Bermudo II 999                              |
| Król Munsteru                  | - 978 Brian Śmiały 1014                           |
| Król Norwegii                  | - 994 Olaf I Tryggvason 999                       |
| Hrabia Palatynatu              | - 994 Ezzon 1034                                  |
| Papież                         | - 996 Grzegorz V 999 - 997 antypapież Jan XVI 998 |
| Hrabia Portugalii              | - 950 Gonçalo Mendes 999                          |
| Cesarz Rzymski (niemiecki)     | - 996 Otton III 1002                              |
| Książę Saksonii                | - 973 Bernard I 1011                              |
| Król Szkocji                   | - 997 Kenneth III 1005                            |
| Król Szwecji                   | - 995 Olaf Skötkonung 1022                        |
| Doża Wenecji                   | - 991 Pietro II Orseolo 1009                      |
| Książę Węgier                  | - 997 Stefan I Święty 1000                        |
| Cesarz Wietnamu                | - 980 Lê Hoàn 1005                                |

Rok 998 / CMXCVIII
stulecia: IX wiek ~
X wiek ~
XI wiek

lata: 988 «
993 «
994 «
995 «
996 «
997 «
998
» 999
» 1000
» 1001
» 1002
» 1003
» 1008

## Wydarzenia na świecie
- 2 listopada – Odylon z Cluny zapoczątkował obchody Zaduszek.
- Cesarz Otton III odzyskał Rzym. Dzięki poparciu cesarza do władzy powrócił prawowity papież – Grzegorz V.

## Zmarli
- 27 lutego - Zygfryd I, hrabia Luksemburga i Moselgau (ur. 919)
- 24 sierpnia - Syzyniusz II, patriarcha Konstantynopola (ur. ?)
- data dzienna nieznana :
  - Abu al-Wafa, perski matematyk i astronom (ur. 940)